# Ван Дейке, Санне
Санне ван Дейке (нидерл. Sanne van Dijke; род. 21 июля 1995, Хесвейк-Динтер, Северный Брабант) — нидерландская дзюдоистка, выступающая весовой категории до 70 кг. Бронзовый призёр Олимпийских игр 2020 в Токио. Серебряная медалистка Европейских игр 2019 года, двукратная чемпионка Европы, призёр чемпионатов мира.

## Биография
Санне ван Дейке родилась 21 июля 1995 года в Хесвейк-Динтере (Нидерланды).
На чемпионате Европы 2017 года в Варшаве одолела всех своих соперниц и одержала победу, став чемпионкой континента.
На Европейских играх 2019 года в Минске дошла до финала, в котором уступила француженке Марго Пино и завоевала серебряную медаль игр и чемпионата континента.
В 2020 году на чемпионате Европы в ноябре в чешской столице Ван Дейк завоевала серебряную медаль турнира в категории до 70 кг, вновь уступив в финале Марго Пино.
В апреле 2021 года в Лиссабоне на чемпионате Европы ван Дейке смогла одержать победу в весовой категории до 70 кг и стала двукратной чемпионкой континента, победив в финале Марго Пино.
На чемпионате мира 2021 года, проходившем в Будапеште, ван Дейке завоевала бронзовую медаль в весовой категории до 70 кг, победив в схватке за третье место немецкую спортсменку Мириам Буткерейт.
В июне 2025 года на чемпионате мира в Будапеште в весовой категории до 70 кг завоевала бронзовую медаль. В схватке за третье место одолела соперницу из Испании Аи Цуноду. 